# 年希尧
年希尧（1671年—1738年），字允恭，汉军镶黄旗人，籍辽宁廣寧縣 (奉天)。清朝官员、画师、透视学家。有弟年羹堯。

## 生平
监生，曾任职景德镇皇家陶瓷督造、宫廷画师。康熙四十五年，直隶广平府知府。康熙五十年，直隶大名兵备道（载《畿辅通志：职官》卷60）。康熙五十六年，安徽布政使。康熙六十一年至雍正三年任广东巡抚（载《钦定八旗通志：各省巡抚》卷340），升工部右侍郎。雍正三年，革职。雍正四年至十三年（1726-1735）任內務府總管、兼淮安關監督兼管宿遷關、加都察院左都御史銜。师从意大利来华画师郎世宁学习透视画达三十年之久，后将经验与心得著成《视学》一书，于1729年出版，1735年再版。张之洞在其《书目答问》中，将年希尧列入清代著名的算学家。
雍正九年（1731）春三月，內務府總管差督淮安、宿遷等關兼倉廠稅抽事務年希尧，在其所居之房山縣（今房山区）建立怡賢親王（胤祥）廟并作《和碩怡賢親王廟碑記》（载宗室盛昱《雪屐尋碑錄》卷12，又载盛昱、楊鍾羲《八旗文経》）。为徐常遇的《澄鉴堂琴谱》（徐常遇第三子徐禕輯）作序并刊行。

## 著作
年希尧还著有
- 《测算刀圭》三卷
- 《三角法摘要》
- 《八线真数表》
- 《八线假数表》
- 《面体比例便览》
- 《对数表》
- 《对数广运》

## 家庭
- 父年遐齡（1643-1727），湖广巡抚。
- 胞妹一年氏（1690年代—1725），封雍正帝之敦肅皇貴妃。
- 胞弟年羹尧（1680-1726），康熙三十九年（1700）进士、四川总督、抚远大将军。
- 子年如（c.1700s-？）。妻李氏（c.1710s-？；父正黄旗漢軍李鋐，胞叔清代诗人李鍇，祖父湖廣總督李輝祖）。
- 子年裕，贡生，雍正三年直隶口北道、天津道（载《畿辅通志：职官》卷60）。
- 孙年王臣（字汝邻、寄涛、瘦生，自号不朽居士、采玉山人），善画山水，客居扬州（载《扬州画舫录》、《墨林今话》、《八旗画录》）。据魯駿《宋元以來畫人姓氏錄》，“家本勋业，不落华膴，其作画亦惟二三知己。……生平雅慕云林子，……亦能诗”。与画家张崟（1761-1829）交往。